# Фалетич, Дана
Дана Фалетич (англ. Dana Faletic; род. 1 августа 1977, Хобарт) — австралийская гребчиха, выступавшая за сборную Австралии по академической гребле в период 1995—2012 годов. Бронзовая призёрка летних Олимпийских игр в Афинах, чемпионка мира, победительница и призёрка многих регат национального значения.

## Биография
Дана Фалетич родилась 1 августа 1977 года в городе Хобарт штата Тасмания, Австралия.
Заниматься академической греблей начала в Клермонтском колледже в Тасмании, в 1994 и 1995 годах становилась чемпионкой Австралии среди школьниц. Позже проходила подготовку в тасманских гребных клубах Huon Rowing Club и Lindisfarne Rowing Club.
Дебютировала на международной арене в сезоне 1995 года, когда в парных одиночках выступила на молодёжном Кубке наций в Гронингене и на юниорском мировом первенстве в Познани.
В 2001 году вошла в основной состав австралийской национальной сборной, отметилась выступлениями в парных двойках на этапе Кубка мира в Мюнхене и на чемпионате мира в Люцерне.
В 2002 году в парных четвёрках выиграла серебряную медаль на этапе Кубка мира в Мюнхене, тогда как на мировом первенстве в Севилье заняла в той же дисциплине четвёртое место.
На чемпионате мира 2003 года в Милане одержала победу в зачёте парных четвёрок. Кроме того, была лучшей на этапе Кубка мира в Люцерне.
Благодаря череде удачных выступлений удостоилась права защищать честь страны на летних Олимпийских играх 2004 года в Афинах. В составе четырёхместного парного экипажа, куда также вошли гребчихи Ребекка Саттин, Эмбер Брэдли и Керри Хор, финишировала в решающем заезде на третьей позиции позади команд из Германии и Великобритании — тем самым завоевала бронзовую олимпийскую медаль.
После афинской Олимпиады Фалетич осталась в гребной команде Австралии и продолжила принимать участие в крупнейших международных регатах. Так, в 2006 году она побывала на чемпионате мира в Итоне, откуда привезла награду серебряного достоинства, выигранную в зачёте парных четвёрок (изначально заняла здесь третье место, но после дисквалификации победившей команды России переместилась на вторую позицию). Помимо этого, выиграла серебряные медали в двойках и четвёрках на этапах Кубка мира в Познани и Мюнхене соответственно.
Сделав достаточно длительный перерыв в своей спортивной карьере, в 2012 году Дана Фалетич вернулась в состав австралийской национальной сборной ради участия в Олимпийских играх в Лондоне. Тем не менее, на сей раз попасть в число призёров она не смогла — в программе парных четвёрок пришла к финишу четвёртой. Вскоре по окончании этих соревнований приняла решение завершить карьеру спортсменки.